# Cronache di un guerriero
Cronache di un guerriero (홍길동 무림전사록?, Mu Rim Joen Sa LokLR) è un manhwa di Oh se-kwon basato sull'omonimo romanzo di Ho Kyun. Narra le avventure del guerriero Hong Kil-Tong, eroe del regno di Youl, che in seguito ad un colpo di Stato è costretto a fuggire dalla patria assieme al fratello Dan Woo, con il quale lotterà per cacciare dal trono del regno l'usurpatore.
Il manhwa è caratterizzato da uno stile narrativo epico, che parecchio si rifà ala narrativa dei poemi epici dell'estremo oriente, pieni di scontri, rivelazioni e colpi di scena, come anche una costante crescita sia spirituale sia fisica del protagonista Kil Tong, destinato a divenire sempre più potente nel corso della storia, e pertanto capace di sconfiggere nemici apparentemente invincibili. Ovviamente non mancano nemmeno le morti tragiche, belle donne nel ruolo di aiutanti del protagonista, come la nobile dama Sang Hee, inizialmente salvata da Kil Tong e Dan Woo da un assalto di predoni alla sua diligenza e potenti manufatti come la Lama Infernale che Kil Tong è capace di evocare attraverso il suo enorme potere spirituale.
Per quanto riguarda lo stile grafico è caratterizzato da un tratto estremamente dettagliato e al contempo affusolato e spigoloso, capace di comunicare sia un forte dinamismo nelle lunghe sequenze d'azione che caratterizzano questo fumetto, sia una grande espressività dei personaggi nei momenti di dialogo.